# Litíč
Litíč (deutsch Littitsch) ist eine Gemeinde in Tschechien. Sie liegt fünf Kilometer nordwestlich von Jaroměř und gehört zum Okres Trutnov.

## Geographie
Litíč befindet sich in den östlichen Ausläufern des Horschitzer Sandsteinrückens auf der Velichovská tabule (Welchower Tafel) in Ostböhmen. Durch den Ort fließt der Litíčský potok. Nördlich liegt der Wald Nový les mit der von Matthias Bernhard Braun geschaffenen Naturgalerie Betlém.
Nachbarorte sind Žireč im Norden, Kašov und Nový Kašov im Nordosten, Zaloňov und Vestec im Osten, Rtyně im Südosten, Velichovky im Süden, Nouzov im Südwesten, Hvězda im Westen sowie Malé Hřibojedy und Hřibojedy im Nordwesten.

## Geschichte
Die erste urkundliche Erwähnung von Liticze datiert um 1530. Besitzer war das auf Alt-Náchod ansässige Adelsgeschlecht der Litický von Šonov. Während der Herrschaft Jans des Älteren Litický von Šonov wurde 1586 eine neue Kirche errichtet. Nach dem Dreißigjährigen Kriege erfolgte eine deutsche Besiedlung des Ortes. 1836 lebten in Littitsch 436 Menschen.
Nach der Aufhebung der Patrimonialherrschaften bildete Litice ab 1850 mit dem Ortsteil Neujahrsdorf/Nouzov eine Gemeinde im Bezirk Dvůr Králové nad Labem. In den 1920er Jahren erfolgte die Änderung des tschechischen Ortsnamens in Litíč. 1930 hatte das Dorf 392 Einwohner, 1939 waren es 352. Infolge des Münchner Abkommens 1938 kam Littitsch zum Deutschen Reich und gehörte bis 1945 zum Landkreis Trautenau. Nach dem Ende des Zweiten Weltkrieges erfolgte die Vertreibung der deutschen Bewohner; Litíč wurde dem Okres Jaroměř zugeordnet. Nach dessen Auflösung 1961 kam Litíč zum Okres Náchod und wurde schließlich am 26. Oktober 1971 in den Okres Trutnov umgegliedert.

## Gemeindegliederung
Die Gemeinde Litíč besteht aus den Ortsteilen Litíč (Littitsch) und Nouzov (Neujahrsdorf).

## Sehenswürdigkeiten

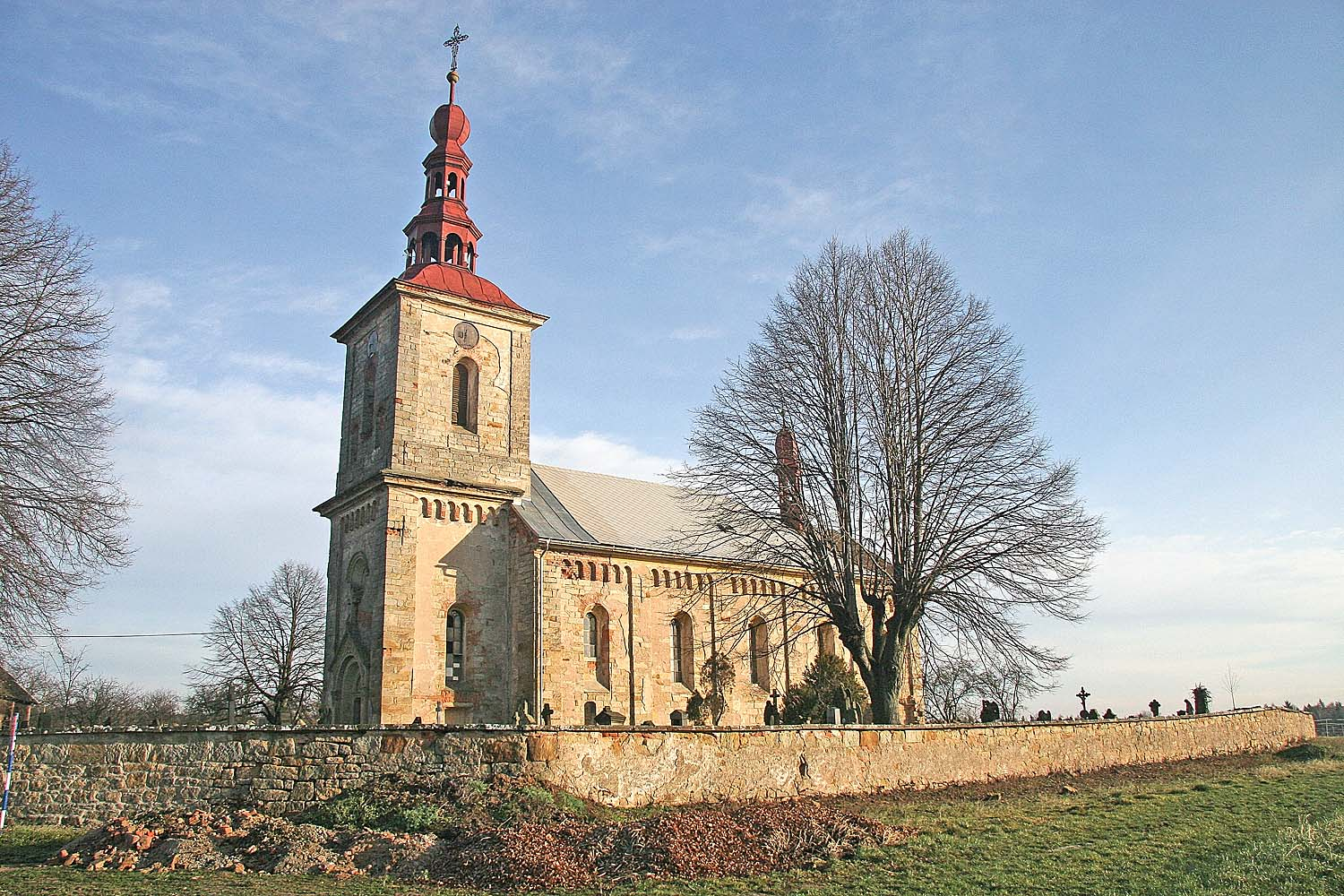
Kirche der Hl. Dreifaltigkeit

- Kirche der Heiligen Dreifaltigkeit mit historischem Friedhof, erbaut 1586 anstelle eines Vorgängerbaus auf einem Hügel südlich über dem Dorf
- Kapelle in Nouzov
- hölzerne Chaluppen

## Persönlichkeiten
- Josef Goll (1864–1924), deutschnationaler Politiker
- Alfred Patzak (1931–2012), DDR-Diplomat